# Triatoma brasiliensis
Triatoma brasiliensis es un insecto heteróptero de la familia Reduviidae. Es hematófago y considerado el vector de la enfermedad de Chagas más importante en la región semiárida del noreste de Brasil. Su distribución en este país, del cual es exclusivo, abarca doce estados. Generalmente se le consigue en ambientes cálidos y con largos períodos de sequía. Su hábitat natural incluye apilaciones rocosas habitadas por roedores, marsupiales y murcíelagos. Este triatomino está representado por al menos cuatro poblaciones que pueden ser distinguidas sobre la base de sus diferentes patrones de coloración.
La capacidad de T. brasiliensis para colonizar el domicilio y peridomicilio humano le ha permitido reocupar el nicho que dejó vacante T. infestans cuando este fue erradicado a través de una intensa campaña de fumigación en Brasil a mediados del siglo XX. El control de este insecto es bastante complejo dada su tendencia a ocupar ambientes silvestres en las proximidades de casas y con altas densidades poblacionales. Estas circunstancias facilitan la reinvasión de T. brasilensis luego de la aplicación de insecticidas.